# Fannia neopolychaeta
Fannia neopolychaeta är en tvåvingeart som beskrevs av Chillcott 1961. Fannia neopolychaeta ingår i släktet Fannia och familjen takdansflugor. Inga underarter finns listade i Catalogue of Life.